# プロレスリングLAND'S END
LAND'S ENDプロレスリング（ランズ・エンド・プロレスリング）は、日本のプロレス団体。

## 団体名の由来
イギリス南西部にある岬の名前がランズ・エンドで意味は「地の果て」。ロゴマークもランズ・エンドにそびえる教会「セントマイケルズマウント寺院」へ行く道と崖を表している。

## 歴史
- 2015年8月13日、プロレスリングZERO1の崔領二が海外発信を視野に入れたプロジェクトとして新木場1stRINGで自主興行「LAND'S ENDプロレスリング」を開催。
- 2016年1月23日、崔がZERO1を退団と同時にLAND'S ENDを団体化して旗揚げ戦を開催することを発表。
- 3月31日、LAND'S ENDを団体化してコンカリーニョで旗揚げ戦を開催。

## タイトルホルダー
| タイトル           | 保持者               | 歴代   |
| ------------------ | -------------------- | ------ |
| アジアヘビー級王座 | ディラン・ジェイムス | 第12代 |

## 所属選手
- 崔領二
- RYO
- 若鷹ジェット信介
- 石切
- ウエザイル
- 巨木フトシ
- レブロン
- 大門寺崇

## スタッフ

### レフェリー
- 六甲ソウタ

### リングアナウンサー
- ベルサイユ半田

## 歴代所属選手
- 不動力也
- 伊香保京介

## ゆるキャラ
- シャチコフ